# Estação de Acacias
A estação de Acacias é uma interface de transportes da linha 5 do Metro de Madrid. Um corredor une a estação de Acacias com a estação de Embajadores.
 Encontra-se sob o Paseo de las Acacias.

## Acessos
- Paseo de la Esperanza Pº de la Esperanza, 2 (esquina Pº Acacias)

## Linhas e ligações

### Ferroviárias
| procedência/destino | < estação        | linha | estação >            | destino/procedencia |
| ------------------- | ---------------- | ----- | -------------------- | ------------------- |
| Moncloa             | Lavapiés         |       | Palos de la Frontera | Villaverde Alto     |
| Alameda de Osuna    | Puerta de Toledo |       | Pirámides            | Casa de Campo       |

### Autocarros

Percursos das carreiras de autocarros nas proximidades da estação de metro de Acacias

Paseo de las Acacias
| linha | destinos                                        |
| ----- | ----------------------------------------------- |
| 34    | > Plaza de Cibeles < Avenida del General Fanjul |
| 36    | > Atocha < Campamento                           |
| 116   | > Glorieta de Embajadores < Cruce de Villaverde |
| 118   | > Glorieta de Embajadores < La Peseta           |
| 119   | > Atocha < Barrio de Goya                       |
| N12   | > Plaza de Cibeles < Los Rosales                |
| N15   | > Plaza de Cibeles < Orcasur                    |
| L5    | > Canillejas < Casa de Campo                    |